# Lysimachos (Flavius Josephus)
Lysimachos ist der Name eines von Flavius Josephus in seinem Werk Über die Ursprünglichkeit des Judentums zitierten Geschichtsschreibers. Flavius Josephus nennt keine Einzelheiten, die es erlauben würden, eine sichere Datierung seines Wirkens vorzunehmen.
Folker Siegert hat 2008 in diesem Zusammenhang eine Neubearbeitung aller verfügbaren Quellen vorgenommen, da insbesondere die Annahmen Benedikt Nieses teilweise nicht zutrafen. Flavius Josephus beschäftigt sich in seinem Werk Über die Ursprünglichkeit des Judentums mit den Aussagen des Lysimachos in Buch 1 (304–311) sowie Buch 2 (16, 20, 145 und 236).

## Mögliche Zuordnungen
Der im Hellenismus häufige Name, den beispielsweise der Diadoche Lysimachos (361–281 v. Chr.) trug, erschwert eine zweifelsfreie Zuordnung. Möglicherweise handelt es sich um den Grammatiker Lysimachos, den einige Scholien zu griechischen Dichtern als „Alexandriner“ erwähnen und der laut Athenaios nach Mnaseas wirkte. Dies würde eine Ansetzung für das zweite Jahrhundert v. Chr. oder danach bedeuten. Als weiterer Kandidat kommt ein Lysimachos in Frage, der eventuell als Zeitgenosse der Ptolemäerherrscherin Kleopatra III. Ende des zweiten Jahrhunderts v. Chr. lebte. Bezalel Bar-Kochva nimmt an, dass die Schrift Pseudo-Hekataios I als literarische Antwort auf die antijüdischen Aussagen des Lysimachos folgte, der seine polemischen Berichte wohl aufgrund der projüdischen Politik von Kleopatra III. († 101 v. Chr.) verfasste. Bei den Ausführungen in Pseudo-Hekataios I handelt es sich um eine Fiktion, die für eine bestimmte Leserzielgruppe geschrieben wurde.
Ein zusätzlicher Hinweis auf einen Lysimachos stammt aus der Topographia Christiana 12, geschrieben von Kosmas Indikopleustes, einem nestorianischen Christen und spätantiken Zeitgenossen Justinians sowie Schriftsteller und Reisenden aus Alexandrien. Er listet Manetho, Chaeremon, Apollonius Molon, Lysimachos und Apion der Grammatiker als die Autoren auf, die eine altägyptische Aegyptiaca in Verbindung mit dem Thema des biblischen Mose verfassten. Der Althistoriker Felix Jacoby spricht sich diesbezüglich gegen die Gleichsetzung des Lysimachos der Aegyptiaca mit dem alexandrinischen Grammatiker aus und ordnet daher den erhaltenen Fragmenten der Aegyptiaca eine andere Nummer in seiner Fragmentensammlung griechischer Historiker zu als den anderen Werken des alexandrinischen Lysimachos. Folker Siegert hält außerdem die von Kosma überlieferten Informationen zumindest teilweise für falsch, da beispielsweise Manetho sicherlich nicht den biblischen Mose in seiner Aegyptiaca erwähnte. Vielmehr handelt es sich offenkundig um Nachträge anderer Autoren, die eine chronologische Harmonisierung zwischen der Bibel und der altägyptischen Geschichte herstellen wollten.
Sollte es sich jedoch um einen gänzlich anderen Lysimachos handeln, der als Ethnologe eine altägyptische Ethnografie fertigte, so kann nur zweifelsfrei gesagt werden, dass der von Flavius Josephus genannte Lysimachos nach Mnaseas und vor Apion (etwa um 40 n. Chr.) wirkte. Aufgrund dieser Tatsache und des Umstandes, dass Ethnografie auch noch in römischer Zeit ein beliebtes literarisches Thema war, ergibt sich für den Lysimachos des Flavius Josephus ein möglicher Zeitrahmen vom zweiten Jahrhundert v. Chr. bis zum ersten Jahrhundert n. Chr. Folker Siegert betitelt zwar jene Textpassagen von Lysimachos aufgrund der von Flavius Josephus referierten Verse als Aegyptiaca, ohne aber diesen Begriff in der Charakterisierung des Lysimachos zu verwenden und ohne eine Zuordnung an einen bestimmten Lysimachos vorzunehmen.

## Lysimachos bei Flavius Josephus

### Inhalt der Passagen aus Buch 1
Die Textpassagen aus Buch 1 (304–311) sind nur in den griechischsprachigen Codices Eliensis, Schleusingensis, Laurentianus und der lateinischen Übersetzung überliefert. Die lateinische Übersetzung ist teilweise mit erheblichen Problemen behaftet. In den früheren Ausgaben blieben zahlreiche Glättungen unerwähnt, insbesondere die des Sigismund Gelenius. Hinzu kommen inhaltliche Korrekturen der Humanisten und ergänzte Vermutungen. Im ersten Buch verurteilt Flavius Josephus in seiner einleitenden Erklärung die Veröffentlichungen des Lysimachos:

„304 Wen ich...noch bringen will, das ist Lysimachos, der dasselbe Lügenthema sich vornimmt wie die vorgenannten, das der Aussätzigen und Verunstalteten, der jedoch ihre Unglaubwürdigkeit mit seinen Fiktionen noch übertrifft, woran klar wird, dass er aus blankem Hass schreibt. 305 Er sagt nämlich, unter Bokchoris, König (Pharao) der Ägypter, habe das Volk der Juden, die Aussatz und Ausschlag hatten und mit sonstigen Krankheiten behaftet waren, in den Heiligtümern Zuflucht gesucht und um Nahrung gebettelt.“

Nach Lysimachos sei aufgrund der bedürftigen Juden ein Ernteproblem eingetreten. Bokchoris rief wegen des Notstandes im Amun-Tempel das Orakel an, um über das weitere Vorgehen Auskunft zu erhalten. Amun gab diesbezüglich den Auftrag, alle Heiligtümer von den Menschen zu „reinigen“, die unrein und nicht religiös seien und diese in unbewohnte Gebiete umzusiedeln. Diejenigen aber, die an Aussatz und Ausschlag leiden, sollten ertränkt werden. Bokchoris habe deshalb an die ägyptischen Soldaten den von Amun erhaltenen Auftrag befohlen und die Weisung erteilt, die mit Aussatz und Ausschlag behafteten Personen in Blei gewickelt im Meer zu ertränken. Nach dieser Tat schlossen sich die in der Wüste befindlichen „Gruppen der Unreinen“ zusammen und riefen in der Nacht die Götter um Beistand an, damit sie von ihrem Schicksal befreit würden. Am nächsten Morgen gab ein „gewisser Mose“ den Rat, von diesem Ort in eine bewohnte Gegend zu ziehen. Auf die Ratschläge der dortigen Bewohner sollten sie aber nicht hören und die dort erbauten Tempel niederreißen. Lysimachos Erzählung endet mit den Vorkommnissen, die aufgrund der Ratschläge des Mose folgten:

„310 Nach ziemlichen Mühen seien sie in das besiedelte Gebiet gelangt, hätten die Menschen schikaniert, die Heiligtümer beraubt und in Brand gesteckt und seien schließlich in das jetzt so genannte Judäa gelangt, hätten eine Stadt gegründet und sich dort angesiedelt. 311 Diese Stadt aber sei Hierosyla – entsprechend der Verhaltensweise jener Leute – genannt worden, später aber, als sie zur Macht gekommen waren, hätten sie mit der Zeit die Benennung so geändert, dass sie davon nicht beschimpft würden, und die Stadt Hierosolyma, sich selbst aber Hierosolymiten genannt.“

### Bewertungen
Die Verse von Buch 1, 304-311 weisen sehr große Ähnlichkeit mit einer Passage im Geschichtswerk des römischen Historikers Tacitus auf, ohne dass es deswegen als gesichert gelten kann, dass hier Lysimachos die Quelle des Tacitus war. Zudem berichtet Lysimachos über zwei widersprüchliche Gerüchte, die den Auszug aus Ägypten betreffen. Zunächst folgt die Schilderung über die an Lepra erkrankten Personen, die im Meer ertränkt werden. Danach geht es um Religionskritiker, die Ägypten verlassen und Hierosyla gründen.
Flavius Josephus vermischte zwei voneinander unabhängige Gerüchte zu einer einheitlichen Aussage des Lysimachos. Ob dieses Vorgehen aus Bequemlichkeit geschah oder von einem Vorsatz des Flavius Josephus ausgegangen werden kann, muss offenbleiben. Eventuell vorhandene Quellen, woher er seine Informationen hatte, werden verschwiegen. Die Neukonzeption beider Gerüchte erleichterte dem jüdischen Historiker jedoch seine ablehnende Verurteilung der Ausführungen von Lysimachos.